# Доковий міст
Доковий міст (зустрічається під назвою Розвідний міст) — міст через канал Петра Великого в передмісті Санкт-Петербурга Кронштадті. Назву отримав через близькість розташування до Петровського доку.

## Загальні відомості
Міст побудований в 1854—1856 роках замість дерев'яного розсувного «Горбатого мосту» і отримав нову назву — «Доковий міст». Автор проекту — інженер-підполковник Н. П. Богдановський, роботи виконані заводом Берда. Підвалини нового моста зроблені силами Кронштадтського порту. Міст особливий тим, що зібраний на клепаних з'єднаннях, оскільки технології зварювання тоді ще не були настільки відпрацьовані, щоб реалізувати монтаж такої конструкції.
Існує легенда, що в проектуванні мосту особисто брав участь віце-адмірал С. О. Макаров. У 1856—1857 роках від мосту до шлюзових воріт встановлено чавунну решітку, виготовлену СПб гальванопластичного і Механічним закладом.
Міст ремонтувався в 2008 році.
В недалекому минулому, при необхідності заходження корабля в док, міст просто відводився убік, судно проходило, і міст відводили назад. На даний час док не функціонує, потреби в розвідному мості немає, але і дотепер лише цей міст в Кронштадті розвідний.
Доковий міст — єдиний в Санкт-Петербурзі розвідний міст, який не піднімається, а повертається. У 2019 проведено його капітальний ремонт із повним відновленням розвідного поворотного механізму, який давно перестав функціонувати через неодноразові спроби розкрадання його деталей. Однак, ключові елементи зберігаються на базі містобудівельної організації і, в разі необхідності заходу корабля в док, міст можна без проблем повернути.